# Нейтан Тротт
Нейтан Тротт (англ. Nathan Trott, нар. 21 листопада 1998, Бермудські Острови) — англійський футболіст, воротар данського клубу «Копенгаген».

## Клубна кар'єра
Народився 21 листопада 1998 року на Бермудських островах. Під час виступів у футбольній команді Saltus Grammar School його помітили скаути іспанської «Валенсії», після чого він певний час провів у складі цієї академії в Іспанії, але 2015 року повернувся на Бермуди й тренувався з командою «Норт-Вілледж Ремс».
У січні 2016 року Тротт приєднався до академії англійського «Вест Гем Юнайтед» за рекомендацією Клайда Беста, а в березні 2019 року підписав з клубом чотирирічний контракт. Не маючи змоги грати за основу «молотобійців», Тротт здавався в оренду в англійський «Вімблдон», французький «Нансі» та данський «Вайле». За основну команду «Вест Гема» Нейтан зіграв лише одну гру у Кубку Англії в матчі проти «Донкастера», вийшовши на заміну на 83 хвилині замість Лукаша Фабіанського.
22 червня 2024 року Тротт приєднався до данського клубу «Копенгаген», підписавши чотирирічний контракт. Тротт розпочав сезон як основний воротар, зокрема у кваліфікації Ліги конференцій УЄФА проти «Баніка» (Острава) він зіграв важливу роль, відбивши чотири удари в серії пенальті, що вивело його клуб у наступний раунд. Під час зимової перерви клуб орендував нового воротаря, Діанта Рамая, який грав у весняній частині сезону і допоміг команді виграти «золотий дубль», а влітку «Копенгаген» підписав контракт з іншим воротарем, Домініком Котарським, тож Тротт залишився у статусі запасного воротаря.

## Виступи за збірну
З юнацькою збірною Англії (U-19) був учасником переможної команди юнацького чемпіонату Європи 2017 року у Грузії, але в жодному матчі участі не брав, будучи дублером Аарона Ремсдейла.
2017 року дебютував у складі юнацької збірної Англії (U-20), загалом на юнацькому рівні взяв участь у 7 іграх, пропустивши 4 голи.

## Статистика виступів

### Статистика клубних виступів
Станом на 14 квітня 2024
| Сезон             | Команда            | Чемпіонат         | Чемпіонат | Чемпіонат | Національний кубок | Національний кубок | Національний кубок | Континентальні кубки | Континентальні кубки | Континентальні кубки | Інші змагання | Інші змагання | Інші змагання | Усього | Усього | Усього |
| Сезон             | Команда            | Ліга              | Ігор      | Голів     | Ліга               | Ігор               | Голів              | Ліга                 | Ігор                 | Голів                | Ліга          | Ігор          | Голів         | Ігор   | Голів  |        |
| ----------------- | ------------------ | ----------------- | --------- | --------- | ------------------ | ------------------ | ------------------ | -------------------- | -------------------- | -------------------- | ------------- | ------------- | ------------- | ------ | ------ | ------ |
| 2019–20           | «Вімблдон»         | 1Л                | 23        | -32       | КА+КЛ              | 2+0                | -3                 |                      | -                    | -                    | ТФЛ           | 1             | 0             | 26     | -35    |        |
| 2020–21           | «Вест Гем Юнайтед» | ПЛ                | 0         | 0         | КА+КЛ              | 1+0                | 0                  |                      | -                    | -                    |               | -             | -             | 1      | 0      |        |
| 2021–22           | «Нансі-2»          | НЧ3               | 1         | -1        |                    | -                  | -                  |                      | -                    | -                    |               | -             | -             | 1      | -1     |        |
| 2021–22           | «Нансі»            | Л2                | 22        | -45       | КФ                 | 1                  | -2                 |                      | -                    | -                    |               | -             | -             | 23     | -47    |        |
| 2022–23           | «Вайле»            | 1Д                | 25        | -17       | КД                 | 0                  | 0                  |                      | -                    | -                    |               | -             | -             | 25     | -17    |        |
| 2023–24           | «Вайле»            | СЛ                | 25        | -29       | КД                 | 0                  | 0                  |                      | -                    | -                    |               | -             | -             | 25     | -29    |        |
| Усього за кар'єру | Усього за кар'єру  | Усього за кар'єру | 96        | -104      |                    | 4                  | -5                 |                      | -                    | -                    |               | 1             | 0             | 101    | -109   |        |

## Титули і досягнення
- Чемпіон Данії (1):

«Копенгаген»: 2024/25
- Володар Кубка Данії (1):

«Копенгаген»: 2024/25